# Niedziela cudów
Niedziela cudów – potoczne określenie wydarzeń mających miejsce podczas ostatniej (34.) kolejki sezonu 1992/1993 I ligi polskiej.
W sezonie 1992/1993 o mistrzostwo Polski walczyły Legia Warszawa, ŁKS Łódź oraz Lech Poznań. Przed ostatnią kolejką rozgrywek ligowych w tabeli prowadziła Legia Warszawa przed ŁKS-em Łódź, mając tyle samo punktów, ale bilans bramkowy lepszy o trzy gole od klubu z Łodzi. W ostatniej kolejce sezonu ŁKS Łódź grał z Olimpią Poznań, a Legia Warszawa – z Wisłą Kraków. Obie drużyny wysoko wygrały swoje mecze (ŁKS Łódź 7–1, Legia Warszawa 6–0), co wzbudziło podejrzenia o korupcję. Chociaż nigdy nie udowodniono winy ani Legii Warszawa, ani ŁKS-owi Łódź, to władze Polskiego Związku Piłki Nożnej postanowiły anulować wyniki meczów obu drużyn. W konsekwencji mistrzem Polski został Lech Poznań.

## Tło
Obrońcą tytułu w sezonie 1992/1993 I ligi polskiej był Lech Poznań. W rundzie jesiennej rozgrywek klub ten odniósł wysokie zwycięstwa z Górnikiem Zabrze (5–0), Jagiellonią Białystok (5–0), Olimpią Poznań (6–1) oraz Hutnikiem Kraków (7–1). W kwalifikacjach Ligi Mistrzów UEFA odpadł jednak po porażce z IFK Göteborg (0–1, 0–3). W połowie rozgrywek Lech Poznań miał przewagę jednego punktu nad ŁKS-em Łódź oraz przewagę dwóch punktów nad Ruchem Chorzów oraz Widzewem Łódź. ŁKS Łódź natomiast w rundzie jesiennej między innymi wygrał z Ruchem Chorzów oraz zremisował z Widzewem Łódź i Legią Warszawa.
W rundzie wiosennej, 13 marca 1993 roku, Lech Poznań przegrał u siebie 1–2 z GKS-em Katowice, co było pierwszą przegraną klubu z Poznania u siebie od dwóch lat. W meczu z Zawiszą Bydgoszcz padł remis 2–2 po rzucie karnym podyktowanym dla Zawiszy Bydgoszcz w ostatniej minucie meczu. Lech Poznań przegrał również 2–3 z Wisłą Kraków oraz zremisował 1–1 z Siarką Tarnobrzeg. Ponadto w kwietniu wskutek problemów zdrowotnych z funkcji trenera ustąpił Henryk Apostel, którego zastąpił Roman Jakóbczak.
Słabsze wyniki uzyskane przez piłkarzy Lecha Poznań w rundzie wiosennej oraz niewielka liczba porażek poniesionych przez piłkarzy Legii Warszawa i ŁKS-u Łódź (odpowiednio sześć i cztery) spowodowały to, że przed ostatnią, 34. kolejką, ligi, klub ten zajmował trzecie miejsce w tabeli. Liderujące Legia Warszawa i ŁKS Łódź miały tyle samo punktów, aczkolwiek to Legia Warszawa prowadziła dzięki lepszemu o trzy gole bilansowi bramkowemu. W celu zdobycia tytułu Lech Poznań musiał zremisować przy porażkach obu rywali, bądź wygrać przy remisach. Legia Warszawa zapewniała sobie zdobycie tytułu poprzez zwycięstwo przy założeniu, że ŁKS Łódź wygra swój mecz mniej niż trzema bramkami więcej aniżeli Legia Warszawa swój; przeciwne rozwiązanie dawało tytuł ŁKS-owi Łódź.
Czołówka I ligi polskiej (1992/1993) po 33. kolejce
| LP | Drużyna        | M  | W  | R  | P | G+ | G− | +/− | Pkt |
| -- | -------------- | -- | -- | -- | - | -- | -- | --- | --- |
| 1  | Legia Warszawa | 33 | 20 | 7  | 6 | 50 | 26 | +24 | 47  |
| 2  | ŁKS Łódź       | 33 | 18 | 11 | 4 | 53 | 32 | +21 | 47  |
| 3  | Lech Poznań    | 33 | 17 | 12 | 4 | 67 | 26 | +41 | 46  |

W ostatniej kolejce Lech Poznań grał z Widzewem Łódź (u siebie), Legia Warszawa z Wisłą Kraków (na wyjeździe), a ŁKS Łódź z pewną już spadku Olimpią Poznań (u siebie). Trener piłkarzy Olimpii Poznań, Janusz Białek, postanowił wystawić w meczu z ŁKS-em Łódź rezerwowy skład. Właściciel Wisły Kraków, Piotr Voigt, obiecał natomiast piłkarzom wysokie premie za wygranie spotkania z Legią Warszawa. Początkowo była mowa o kwocie 300 milionów złotych, po czym kwota ta została zmniejszona do 100 milionów złotych, które miały być wypłacone pod warunkiem uregulowania przez Legię Warszawa raty za Marcina Jałochę.

## Przebieg meczów
Mecze z udziałem Legii Warszawa i ŁKS-u Łódź były rozgrywane o tej samej porze. Pierwsza w swoim meczu prowadzenie objęła Legia Warszawa po golu zdobytym przez Wojciecha Kowalczyka w ósmej minucie meczu. W 21. minucie meczu rozgrywanego w Łodzi Andrzej Ambrożej strzelił gola na 1–0 dla ŁKS-u Łódź, a dwie minuty później Tomasz Wieszczycki podwyższył na 2–0. Legia Warszawa drugą bramkę zdobyła w 24. minucie po drugim trafieniu autorstwa Wojciecha Kowalczyka. W meczu rozgrywanym w Łodzi w 45. minucie Mirosław Szymkowiak samobójczym golem podwyższył na 3–0. W drugiej połowie, w 48. minucie, Tomasz Wieszczycki strzelił kolejną bramkę dla ŁKS-u Łódź. W Krakowie w 55. minucie spotkania gola na 3–0 dla Legii Warszawa strzelił Dariusz Czykier. W Łodzi w 61. minucie rezultat podwyższył Tomasz Cebula. W Krakowie, po faulu popełnionym na Juliuszu Kruszankinie, rzut karny wykorzystał Maciej Śliwowski, który strzelił jeszcze bramki w 66. i 69. minucie. Tymczasem w Łodzi w 83. minucie gola dla Olimpii Poznań strzelił Sławomir Suchomski. Minutę później rezultat na 6–1 podwyższył Tomasz Cebula, a wynik ustalił w 90. minucie Andrzej Ambrożej.
Lech Poznań zremisował natomiast 3–3 z Widzewem Łódź. Dwa gole dla klubu z Poznania strzelił Jerzy Podbrożny, a jedną bramkę zdobył Mirosław Trzeciak.

### Szczegóły

#### Wisła Kraków – Legia Warszawa
| 20 czerwca 1993 17:00 | Wisła Kraków | 0–6(0–2)Raport | Legia Warszawa · 8', 24' Wojciech Kowalczyk · 55' Dariusz Czykier · 63' (k), 66', 69' Maciej Śliwowski | Stadion im. Henryka Reymana, Kraków Widzów: 8000 Sędzia: Marian Dusza |
|                       |              |                | |                                                                       |

| BR          |  | Jacek Bobrowicz      |  |     |
| OB          |  | Robert Włodarz       |  |     |
| OB          |  | Janusz Gałuszka      |  |     |
| OB          |  | Jarosław Giszka      |  |     |
| PO          |  | Grzegorz Lewandowski |  |     |
| PO          |  | Paweł Kozak          |  | 86' |
| PO          |  | Zbigniew Gręda       |  | 46' |
| PO          |  | Dariusz Lament       |  |     |
| PO          |  | Dariusz Marzec       |  |     |
| PO          |  | Grzegorz Kaliciak    |  |     |
| NA          |  | Grzegorz Szeliga     |  |     |
| Rezerwowi:  |  |                      |  |     |
| PO          |  | Jerzy Moskal         |  | 86' |
| PO          |  | Paweł Gościniak      |  | 46' |
| Trener:     |  |                      |  |     |
| Karol Pecze |  |                      |  |     |

| BR            |  | Zbigniew Robakiewicz |              |     |
| OB            |  | Marek Jóźwiak        |              |     |
| OB            |  | Jacek Zieliński      |              |     |
| OB            |  | Krzysztof Ratajczyk  | Żółta kartka |     |
| PO            |  | Zbigniew Grzesiak    |              | 51' |
| PO            |  | Radosław Michalski   |              |     |
| PO            |  | Juliusz Kruszankin   |              |     |
| PO            |  | Leszek Pisz          |              |     |
| PO            |  | Dariusz Czykier      |              |     |
| NA            |  | Maciej Śliwowski     |              |     |
| NA            |  | Wojciech Kowalczyk   |              |     |
| Rezerwowi:    |  |                      |              |     |
| BR            |  | Maciej Szczęsny      |              |     |
| PO            |  | Grzegorz Wędzyński   |              | 51' |
| Trener:       |  |                      |              |     |
| Janusz Wójcik |  |                      |              |     |

#### ŁKS Łódź – Olimpia Poznań
| 20 czerwca 1993 17:00 | ŁKS Łódź · 21', 90' Andrzej Ambrożej · 23', 48' Tomasz Wieszczycki · 45' (sam.) Mirosław Szymkowiak · 61', 84' Tomasz Cebula | 7–1(3–0)Raport | Olimpia Poznań · 83' Sławomir Suchomski | Stadion ŁKS, Łódź Sędzia: Michał Listkiewicz |
|                       | |                |                                         |                                              |

| BR            |  | Andrzej Woźniak      |              |     |
| OB            |  | Witold Bendkowski    |              |     |
| OB            |  | Marek Chojnacki      |              |     |
| OB            |  | Tomasz Lenart        |              |     |
| OB            |  | Zdzisław Leszczyński |              |     |
| PO            |  | Andrzej Ambrożej     | Żółta kartka |     |
| PO            |  | Janusz Kaczówka      |              |     |
| PO            |  | Rafał Pawlak         |              | 69' |
| PO            |  | Tomasz Wieszczycki   |              |     |
| NA            |  | Tomasz Cebula        |              |     |
| NA            |  | Jacek Płuciennik     |              | 54' |
| Rezerwowi:    |  |                      |              |     |
| PO            |  | Grzegorz Krysiak     |              | 69' |
| NA            |  | Mariusz Gałaj        |              | 54' |
| Trener:       |  |                      |              |     |
| Ryszard Polak |  |                      |              |     |

| BR            |  | Aleksander Kłak        |              |     |
| OB            |  | Paweł Bocian           |              |     |
| OB            |  | Krzysztof Sadzawicki   |              |     |
| OB            |  | Jarosław Gierejkiewicz |              |     |
| PO            |  | Andrzej Borówko        |              |     |
| PO            |  | Marcin Ciliński        | Żółta kartka |     |
| PO            |  | Dariusz Matusiak       |              |     |
| PO            |  | Sławomir Suchomski     |              |     |
| PO            |  | Mirosław Szymkowiak    | Żółta kartka |     |
| PO            |  | Dariusz Wojciechowski  |              | 27' |
| NA            |  | Artur Majewski         |              | 58' |
| Rezerwowi:    |  |                        |              |     |
| PO            |  | Piotr Marzec           |              | 27' |
| NA            |  | Tomasz Dłużyk          |              | 58' |
| Trener:       |  |                        |              |     |
| Janusz Białek |  |                        |              |     |

## Następstwa
Jeszcze w trakcie meczu Wisły Kraków z Legią Warszawa kibice klubu z Krakowa namawiali piłkarzy Wisły do zejścia z boiska, ponadto sugerując korupcję, namawiali ich do podzielenia się pieniędzmi. Istotnie, wysokie zwycięstwa odniesione przez drużyny Legii Warszawa i ŁKS-u Łódź wzbudziły podejrzenia o niesportową postawę drużyn: przekupstwo zarzucił Legii Warszawa podczas spotkania komentator sportowy – Tomasz Zimoch. Dziennik „Tempo” zasugerował natomiast, iż piłkarze Wisły zostali przekupieni kwotą 800 milionów złotych. Trener Legii, Janusz Wójcik, tuż po meczu powiedział jednak, iż spotkanie mogło wyglądać na „wyreżyserowane”, ale „Legii nie sprzyja reżyseria”.
Po meczach z udziałem Legii Warszawa i ŁKS-u Łódź władze Unii Europejskich Związków Piłkarskich (UEFA) zażądały wyjaśnień od władz Polskiego Związku Piłki Nożnej. 21 czerwca, tj. dzień po zakończeniu meczów, na Legię Warszawa, ŁKS Łódź, Olimpię Poznań i Wisłę Kraków stosunkiem głosów 5–4 władze Polskiego Związku Piłki Nożnej nałożyły zakazy transferowe i kary w wysokości 500 milionów złotych, jednakże wyniki meczów z ostatniej kolejki zostały utrzymane w mocy. Te decyzje zostały szeroko skrytykowane przez Legię, ŁKS i Olimpię.
W tym czasie władze Polskiego Związku Piłki Nożnej oświadczyły, że w próbce moczu pochodzącej od piłkarza Legii Warszawa Romana Zuba wykryto po meczu z Widzewem Łódź (wygranym przez Legię Warszawa 2–1) podwyższony poziom testosteronu. Za to, decyzją podjętą przez członków Wydziału Gier Polskiego Związku Piłki Nożnej (w stosunku głosów 6–5), klub z Warszawy został ukarany walkowerem, co dawało tytuł ŁKS-owi Łódź. Druga analiza próbki, dokonana w Moskwie, nie potwierdziła jednak niedozwolonych środków w organizmie Romana Zuba.
10 lipca 1993 roku odbyło się zebranie władz Polskiego Związku Piłki Nożnej, podczas którego delegaci Polskiego Związku Piłki Nożnej wygłosili odmienne opinie na temat spotkań z udziałem Legii Warszawa i ŁKS-u Łódź. Wiceprezes związku – Ryszard Kulesza – zarzucił działaczom tolerancję dla korupcji w polskim futbolu, dodając, że „cała Polska widziała” to, iż mecz Wisły Kraków z Legią Warszawa był przekupiony; to zdanie poparł Zygmunt Lenkiewicz. Z drugiej strony Maciej Kapelczak odczytał orzeczenie, w myśl którego oskarżenia wobec Legii Warszawa i ŁKS-u Łódź powstały głównie w wyniku insynuacji dziennikarzy, a kary były nieuzasadnione z powodu braku dowodów. Potwierdzeniem słów wypowiedzianych przez Macieja Kapelczaka miały być opinie sędziów i kwalifikatorów oraz protokoły pomeczowe.
Podczas tego zebrania, mimo braku formalnych dowodów, stosunkiem głosów 68–20 przy 11 wstrzymujących się anulowano wyniki meczów Wisła Kraków – Legia Warszawa oraz ŁKS Łódź – Olimpia Poznań, jako oficjalny powód podając „brak ducha sportowej walki”. W efekcie tego postanowienia Wydział Gier Polskiego Związku Piłki Nożnej, realizując uchwałę przyjętą podczas Walnego Zjazdu Delegatów Polskiego Związku Piłki Nożnej, dokonał weryfikacji tabeli końcowej sezonu I ligi 1992/1993, wskutek czego odebrano mistrzostwo Polski Legii Warszawa, a mistrzem sezonu 1992/1993 został Lech Poznań. Po ogłoszeniu tej decyzji przebywający na zgrupowaniu w Zakopanem zawodnicy Legii Warszawa wystosowali oficjalny apel do wszystkich zawodników I-ligowych, w szczególności do Lecha Poznań, o solidarne zrzeczenie się punktów w ostatniej kolejce sezonu. Prośba powyższa pozostała bez odzewu. Po rozstrzygnięciu wydanym przez władze Polskiego Związku Piłki Nożnej, z funkcji wiceprezesa związku zrezygnował Michał Listkiewicz.
Decyzja podjęta przez władze Polskiego Związku Piłki Nożnej oznaczała również to, iż Lech Poznań zagra w kwalifikacjach Ligi Mistrzów, a Legia Warszawa i ŁKS Łódź – w Pucharze UEFA. Władze Unii Europejskich Związków Piłkarskich (UEFA) zdecydowały się jednak wykluczyć Legię Warszawa i ŁKS Łódź z rozgrywek europejskich w sezonie 1993/1994. Ponadto na Legię Warszawa, ŁKS Łódź i Wisłę Kraków została nałożona kara w postaci trzech ujemnych punktów w sezonie 1993/1994 I ligi.
Czołówka I ligi polskiej (1992/1993) – końcowa klasyfikacja
| LP | Drużyna        | M  | W  | R  | P | G+ | G− | +/− | Pkt |
| -- | -------------- | -- | -- | -- | - | -- | -- | --- | --- |
| 1  | Lech Poznań    | 34 | 17 | 13 | 4 | 70 | 29 | +41 | 47  |
| 2  | Legia Warszawa | 33 | 20 | 7  | 6 | 50 | 26 | +24 | 47  |
| 3  | ŁKS Łódź       | 33 | 18 | 11 | 4 | 53 | 32 | +21 | 47  |

Postępowanie w sprawie handlu meczami badali również śledczy z prokuratury w Krakowie, jednak zostało ono umorzone.
Decyzja podjęta przez władze Polskiego Związku Piłki Nożnej wywołała również wpływ finansowy na Lecha Poznań, Legię Warszawa i ŁKS Łódź. Dla Legii Warszawa i ŁKS-u Łódź utrata miejsca w europejskich pucharach wiązała się ze stratą dochodów z transmisji telewizyjnych czy sprzedaży biletów. Mający wówczas problemy finansowe Lech Poznań natomiast był zmuszony wypłacić premie w związku ze zdobyciem mistrzostwa Polski, czego sądownie żądał między innymi Kazimierz Sidorczuk.
Występowały kontrowersje dotyczące tego, czy mecze z udziałem Legii Warszawa i ŁKS-u Łódź rozegrane w ramach 34. kolejki I ligi sezonu 1992/1993 były przekupione. Zarzuty dotyczące przekupstwa odparli między innymi prezes Olimpii Poznań – Bolesław Krzyżostaniak, piłkarze Legii Warszawa – Juliusz Kruszankin i Wojciech Kowalczyk, piłkarz ŁKS-u Łódź – Tomasz Wieszczycki czy sędzia – Michał Listkiewicz. Z drugiej strony rezerwowy bramkarz Legii Warszawa – Maciej Szczęsny – powiedział o tym, że cieszy się z tego, iż nie odebrał wówczas medalu za mistrzostwo Polski.
W 2004 i 2007 roku Legia Warszawa złożyła wnioski o uchylenie decyzji podjętej przez władze Polskiego Związku Piłki Nożnej i przywrócenie jej mistrzostwa Polski za sezon 1992/1993. Wnioski te zostały jednak odrzucone.
Odebranie Legii Warszawa tytułu mistrzowskiego za sezon 1992/1993 przyczyniło się do znacznego ochłodzenia stosunków między kibicami Legii Warszawa i Lecha Poznań.
W sezonie 1993/1994 mistrzem Polski została Legia Warszawa. Lech Poznań odpadł z kwalifikacji do Ligi Mistrzów, ulegając Spartakowi Moskwa (1–5, 1–2).
W 2021 roku piłkarz Wisły Kraków z sezonu 1992/1993 – Grzegorz Szeliga – przyznał się do sprzedania meczu z Legią Warszawa.